# 北越苹婆
北越苹婆（学名：Sterculia tonkinensis）是梧桐科苹婆属的一种植物。分布于越南以及中国大陆的云南等地，目前尚未由人工引种栽培。
种加名 tonkinensis 意为越南“东京的”。
现为Sterculia lanceolata Cav., 1788的异名。